# Чемпіонат України з гандболу серед чоловіків 1996—1997
Чемпіонат України з гандболу серед чоловіків 1996/1997 — шостий чемпіонат України

## Вища ліга
| № | Команда                      | І  | В  | Н | П  | М       | О  |
| - | ---------------------------- | -- | -- | - | -- | ------- | -- |
|   | «Шахтар-Академія» Донецьк    | 36 | 31 | 1 | 4  | 845-694 | 99 |
|   | ЗТР Запоріжжя                | 36 | 25 | 2 | 9  | 798-647 | 88 |
|   | «Світлотехнік-колос» Бровари | 36 | 18 | 3 | 15 | 831-780 | 75 |
| 4 | «Політехнік-Динамо» Донецьк  | 36 | 17 | 2 | 17 | 724-758 | 72 |
| 5 | ЦСКА Київ                    | 36 | 16 | 2 | 18 | 729-708 | 70 |
| 6 | СКА Львів                    | 36 | 7  | 1 | 28 | 773-958 | 51 |
| 7 | «Таврія» Мелітополь          | 36 | 5  | 3 | 28 | 634-789 | 49 |

Команда «Батьківщина» Харків знялась з чемпіонату. Усі зіграні матчі було анульовано.